# إدارة الملخصات
-ادارة الملخصات :هي عملية قبول وإعداد الملخصات ليتم عرضها في مؤتمر اكاديمي حيث تتكون هذه العملية إما من الطلبات المدعوة او المقدمة او ملخص العمل و يحتوي نموذج الملخص على فرضيات و ادوات ومعلومات ليتم تلخيصها و ترجمتها (تفسيرها).
عادة ما تخضع الملخصات لمراجعين للتدقيق العميق من قبل اعضاء مؤهلين (مراجعة الاقران) وبعد ذلك يتم قبولها أو رفضها من قبل رئيس المؤتمر أو اللجنة ثم تخصيص دورات المؤتمر, ويمكن تقديم الملخصات اما عن طريق المناقشة الشفهية او توضيحها في عرض الملصق بشكل اعلاني ورقي حيث يمكن للمشاركين في مؤتمر مساعدتة خلال الفعالية غالبًا ما يتم نشر الملخصات قبل أو بعد حدث الفعالية كاوقائع المؤتمرات أو في مجلات أكاديمية أو عبر الإنترنت. في بعض الحالات ، قد يلزم تقديم ورقة كاملة قبل الموافقة على القبول النهائي. في بعض المجالات (على سبيل المثال ، علوم الكمبيوتر) ، تسال معظم المؤتمرات وورش العمل الرئيسية لتقديم ألاوراق الكاملة (بدلاً من مجرد ملخصات ) ولجان مراجعة الاقران للورق الكامل إلى مواد قابلة للمقارنة مع منشور دفتر اليومية قبل قبول الورقة لعرضة في المؤتمر ونشرة في سلسلة إجرات التحرير.
ترابط عملية إدارة الملخصات ارتباط وثيقاً بالحاجة إلى توفير التعليم المستمر للمهنيين ، وخاصة التعليم الطبي المستمر.
وتوفر العديد من الاجتماعات السنوية التي تستضيفها الجمعيات المتخصصة ساعات معتمدة تعليمية بحيث يمكن للحاضرين مواكبة التطورات في هذا المجال والحفاظ على شهادتهم المهنية

## البرامج
من الناحية التاريخية ، كانت الإدارة الملخصات عملية يدوية تستغرق وقتًا طويلاً وتتطلب التعامل مع كميات كبيرة من الورق وخلقت عبئًا إداريًا كبيرًا.  ، تزداد حالياً استخدام عدد من المنظمات ادارة ملخصات برامج شبكة الانترنت، يتم الاستعانة احياناً بمصادر خارجية للعمل في إقسام المؤتمرات المخصصة لدى كبار الناشرين ومنظمي المؤتمرات المحترفين للمهنة
نظام إدارة المؤتمرات هو برنامج قائم على شبكة الانترنت يدعم تنظيم المؤتمرات العلمية ،حيث يساعد رئيس البرنامج ومنظمي المؤتمر والمؤلفين والمراجعين في الانشطة
ويمكن اعتبار نظام إدارة المؤتمرات بمثابه نظام ادارة المحتوى الخاصة بالمجال ويتم حالياً استخدام انظمة مماثلة اليوم من قبل محرري المحلات العلمية مثل EDAS .

### الوظيفة
تعتمد وظيفة البرنامج على سير عمل المؤتمر النموذجي وهذها يختلف في التفصيل ، ولكن بعبارات عامة يجب أن تتضمن مرحلة التقديم (عادة تقديم الملخصات التابع في بعض الأحيان الأوراق الكاملة) والمراجعة واتخاذ القرار من قبل لجنة البرنامج والملخصات أو الأوراق(عبر الإنترنت أو في شكل مطبوع أو على قرض مضغوط أو وسائل رقمية أخرى.
ينطوي تقديم الملخص على المؤلفين في إعداد ملخصاتهم وإرسالها إلى منظمين المؤتمر من خلال نموذج عبر الإنترنت وهي عملية واضحة نسبيا حيث يتم تحميل الملخصات اما كمستندات (عادة مايكروسوفت أو مستند أوLAMTO) حيث لا تكون الرسومات والجداول غير مطلوبة، قد يتم إدخالها ببساطة في النموذج كنص عادي. وسيقوم البرنامج بإرسال اقرار بريد إلكتروني وفي أعقاب قرارات اللجنة التي سيقبل عليها الملخصات للمؤتمر، قد يتم استخدام برامج التقديم لجمع الأوراق الكاملة وتقديم العروض التقديمية
قد تكون المراجعة عبر الإنترنت معقدة لأن العملية غالبًا قد تكون "مخفية" أو مجهولة المصدر.  وسيكون للمراجعين اهتمامات أو تخصصات معينة يجب أخذها بعين الاعتبار عند تعيين الملخصات لهم، وقد يكون لديهم تضارب في المصالح. يجب أن تكون المراجعات مستقلة، بمعنى أنه لا ينبغي أن يكون المراجعين قادرين على رؤية المراجعات الأخرى قبل إرسال المراجعات الخاصة بهم.  كما يجب أن توفر برامج إدارة الملخصات لهذه الخيارات
سوف تتطلب لجنة البرنامج تقارير مكثفة والوصول إلى الملخصات والمراجعات.  ستدعم البرامج عادةً ترتيب المراجعات وتعيين حد القبول. توفر بعض منتجات البرامج وظائف إضافية لمنظمي المؤتمر ويتضمن هذا غالبًا بريد إلكتروني للإبلاغ عن تعليقات المراجعين وقرارات اللجنة إلى المؤلفين وأدوات بناء البرامج والنشر عبر الإنترنت.
  يتم تقديم تسجيل المندوب عادةً بشكل منفصل عن إدارة الملخصات.

يتم تقديم تسجيل المندوب عادةً بشكل منفصل عن إدارة الملخصات.